# Regno Unito nella guerra civile americana
Il Regno Unito nella guerra civile americana rimase ufficialmente neutrale nel corso di tutta la guerra civile americana.
Il regno riconobbe formalmente lo status di forza belligerante agli Stati Confederati d'America, ma non li riconobbe mai come nazione e nemmeno siglò con loro dei trattati. Il 90% del commercio degli stati confederati con la Gran Bretagna si interruppe durante la guerra, causando una profonda carestia del cotone dal 1862. Alcuni privati inglesi, a quel punto, decisero di finanziare in maniera segreta dei corrieri che scambiavano munizioni e beni di lusso presso i porti confederati in cambio di forniture di cotone e tabacco. Il fenomeno era risaputo ma non creò problemi diplomatici tra le due nazioni dal momento che si trattava di iniziative sporadiche e private. Gli alti ufficiali dell'esercito britannico si offrirono di mediare nei primi 18 mesi della guerra, con l'auspicio dei Confederati ma con la netta opposizione degli Stati Uniti.

## Sinossi generale
L'élite inglese era intenzionata a favorire i confederati, ma la popolazione era invece favorevole agli Stati Uniti, l'Unione del nord. Il commercio su vasta scala continuò comunque tra Gran Bretagna e Stati Uniti: le navi statunitensi portavano regolarmente grano in Gran Bretagna, mentre la Gran Bretagna inviava oggetti e munizioni agli Stati Uniti. Anche l'immigrazione negli Stati Uniti continuò e molti furono gli inglesi che decisero di arruolarsi nell'esercito americano nordista. La strategia dei Confederati per l'ottenimento dell'indipendenza era basata in gran parte sulla speranza dell'intervento militare di Gran Bretagna e Francia, fatto che ad ogni modo non avvenne mai dal momento che la Gran Bretagna in particolare temeva di perdere il proprio costante rifornimento di cibo. Ne nacque una seria disputa diplomatica nota come Trent Affair sul finire del 1861 ma venne risolto pacificamente nel giro di cinque settimane.
Un qualsivoglia intervento inglese sarebbe certamente stato attuato in cooperazione con la Francia che aveva aspirazioni imperialistiche sul Messico. All'inizio del 1863, ad ogni modo, la Gran Bretagna aveva già iniziato ad orientarsi verso Russia e Grecia ed ogni progetto venne abbandonato.
Altra problematica fu la costruzione di navi per i Confederati. La ditta inglese John Laird and Sons costruì due navi da guerra per i Confederati, tra cui la CSS Alabama,, fatto che creò notevoli proteste da parte degli Stati Uniti. Nota col nome di Alabama Claims, la controversia venne risolta pacificamente col pagamento da parte dell'Inghilterra della cifra di 15.500.000 di dollari corrispondenti ai danni causati dalle due navi inglesi alla marina statunitense.
Ad ogni modo il ruolo dell'Inghilterra nel conflitto civile americano fu del tutto marginale. La missione diplomatica statunitense capeggiata dal ministro Charles Francis Adams, Sr. diede prova di maggiori successi rispetto alle missioni diplomatiche dei Confederati.

## La politica del Regno

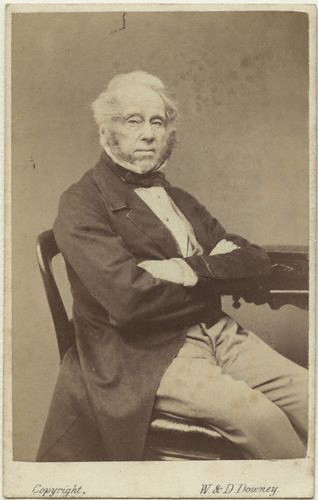
Lord Palmerston, in un ritratto del 1863, fu il primo ministro inglese durante gli anni della guerra civile americana.

Il gabinetto di governo inglese di quell'epoca valutò ogni aspetto di una decisione che prima o poi sarebbe stato costretto a prendere, in un senso o nell'altro. L'opinione dell'élite protendeva in favore della Confederazione, mentre l'opinione pubblica era favorevole all'Unione. Durante la guerra, il commercio su larga scala con gli Stati Uniti proseguì in entrambe le direzioni. Gli americani portavano grano in Inghilterra e gli inglesi commerciavano lavorati e munizioni. L'immigrazione pure continuò verso gli Stati Uniti. Il commercio inglese con i territori della Confederazione precipitò del 90%, affidandosi quasi esclusivamente ad iniziative private ed al mercato nero.
Il primo ministro lord Palmerston era favorevole alla Confederazione. Pur professandosi uno strenuo oppositore dello schiavismo e del commercio degli schiavi, da tempo aveva un'ostilità particolare nei confronti degli Stati Uniti e credeva fermamente che la frammentazione degli Stati Uniti ed il loro indebolimento avrebbe potuto giovare alla Gran Bretagna, oltre al fatto che gli stati del sud in caso di vittoria avrebbero certamente favorito l'Inghilterra.
La Gran Bretagna, ad ogni modo, il 13 maggio 1861, proclamò la propria neutralità nel conflitto. La Confederazione venne riconosciuta come elemento belligerante, ma agli occhi degli inglesi appariva troppo prematuro riconoscere il sud come uno stato sovrano stanti le minacce del governo di Washington al commercio inglese. La Gran Bretagna dipendeva ancora troppo dal cibo fornito dal nord America più che dal cotone dei confederati, e una guerra con gli Stati Uniti non avrebbe perseguito gli interessi economici dell'Inghilterra. Palmerston ordinò l'invio di rinforzi nella Provincia del Canada dal momento che era convinto che prima o poi l'Unione si sarebbe riappacificata col sud ed avrebbe invaso il Canada. Si compiacque notevolmente della vittoria dei confederati nella prima battaglia di Bull Run nel luglio del 1861, ma 15 mesi dopo scrisse:
L'opinione pubblica inglese fu divisa durante la Guerra civile americana. I Confederati tendevano ad avere l'appoggio dell'élite: l'aristocrazia inglese si identificava con i proprietari di piantagioni dell'America del sud ed anche il clero anglicano ritrovava nella società confederata la tradizione, la gerarchia ed il paternalismo che tanto amava propugnare in patria. L'Unione era favorita dalla borghesia, dai nonconformisti, dagli intellettuali, dai riformatori e da gran parte dei lavoranti nelle fabbriche che vedevano nella schiavitù e nel lavoro forzato un attentato alla loro condizione di liberi lavoratori. Il cancelliere dello scacchiere William E. Gladstone, le cui fortune di famiglia si erano basate sullo schiavismo nelle Indie occidentali prima del 1833, supportò personalmente i Confederati. Il ministro degli esteri lord Russell era favorevole alla neutralità. Il primo ministro Lord Palmerston ondeggiava tra il supporto all'indipendenza nazionale, la sua opposizione alla schiavitù ed i forti vantaggi economici per l'Inghilterra nel rimanere neutrale.
Già prima dell'inizio del conflitto, lord Palmerston aveva perseguito una politica di sostanziale neutralità. Il suo obbiettivo era incentrato in Europa, dove doveva guardarsi sia dalle ambizioni di Napoleone III e sia dall'ascesa di Otto von Bismarck in Prussia. Seri problemi iniziavano a riguardare anche l'Italia, la Polonia, la Russia, la Danimarca e la Cina. Le reazioni inglesi agli eventi americani erano dovute al passato delle politiche nazionali ed ai propri interessi nazionali, sia strategici che economici. Come potenza navale mondiale, la Gran Bretagna aveva notevoli interessi nella dominazione dell'Oceano Atlantico e dei suoi commerci, fatto che de facto la portò sin dai primi giorni a schierarsi informalmente con l'Unione a nord per interessi personali.
Gli osservatori diplomatici erano sospettosi nei confronti della Gran Bretagna. L'ambasciatore russo a Washington, Eduard de Stoeckl, annotava: "il Gabinetto di governo di Londra sta guardando con attenzione al dissenso interno all'Unione e ne attende i risultati con impazienza." De Stoeckl avvisò il governo statunitense del fatto che la Gran Bretagna avrebbe potuto riconoscere la Confederazione alla prima occasione utile. Cassius Clay, ambasciatore statunitense in Russia, disse a tal proposito: "Vedo chiaramente quali sono i sentimenti inglesi nei nostri confronti. Sperano nella nostra rovina! Sono gelosi della nostra potenza. A loro non interessa dei problemi tra sud e nord. Ci odiano entrambi."
Lincoln nominò Charles Francis Adams, Sr. quale ambasciatore in Gran Bretagna. Una parte importante della missione di quest'ultimo era quella di rendere palese agli inglesi che la guerra era un'insurrezione prettamente interna e come tale i Confederati non avevano diritto ad appellarsi alle leggi internazionali. Qualsiasi tentativo della Gran Bretagna di riconoscere ufficialmente la Confederazione sarebbe stato visto come un atto ostile nei confronti degli Stati Uniti.
Lord Lyons venne nominato ambasciatore britannico negli Stati Uniti nell'aprile del 1859. Studente ad Oxford, aveva due decenni di esperienza diplomatica alle spalle, condotta proprio in America. Il 7 gennaio 1861, prima ancora che Lincoln prendesse il potere, Lyons scrisse al segretario per l'estero inglese lord Russell, scrisse a proposito del segretario di stato americano Seward:
Malgrado questa sfiducia nei confronti di Seward, per tutto il 1861, Lyons mantenne un profilo diplomatico "calmo e misurato" che contribuì alla risoluzione pacifica dell'incidente del Trent.

### L'incidente delTrentdel 1861
Col concretizzarsi della guerra sul finire del 1861, il presidente confederato Jefferson Davis nominò James M. Mason e John Slidell quali nuovi rappresentanti degli interessi degli stati confederati in Inghilterra e Francia. Si portarono a L'Havana, nella Cuba spagnola, dove ottennero quindi un passaggio per l'Inghilterra a bordo della vaporiera Trent. La nave da guerra americana USS San Jacinto al comando del capitano Charles Wilkes li stava seguendo a distanza.
Il codice marittimo prevedeva che una nazione straniera avesse tutto il diritto di fermare una qualsiasi imbarcazione neutrale se riteneva che essa potesse portare a bordo dispacci del nemico. Mason e Slidell, secondo il ragionamento di Wilkes, erano a tutti gli effetti degli emissari dei Confederati e pertanto si sentiva autorizzato a bloccare la nave che li trasportava, certamente, coi loro documenti. L'8 novembre 1861, sparò due colpi di avvertimento alla Trent, chiese di parlare col capitano e si fece consegnare i due commissari confederati a bordo della nave statunitense, riportandoli come prigionieri a Boston. In patria Wilkes venne osannato come un eroe nazionale.
La violazione dei diritti di neutralità dell'Inghilterra ad ogni modo provocò un'ondata di scontento tra gli inglesi. La Gran Bretagna inviò 11.000 uomini in Canada e la flotta inglese venne posta sul piede di guerra col possibile obbiettivo di conquistare New York se fosse scoppiata la guerra. Venne inviata una breve nota a Washington chiedendo il rilascio dei prigionieri come scusa per l'accaduto. Lincoln, preoccupato di una possibile entrata in guerra della Gran Bretagna, noncurante del sentimento anti-britannico dilagante negli Stati Uniti né delle conseguenze di critiche che tale atto gli avrebbe attirato, ordinò il rilascio dei prigionieri.
Del resto però Lincoln sapeva che gli Stati Uniti fornivano il 40% del grano importato alla Gran Bretagna e la guerra avrebbe significato anche la sospensione di questi invii con una pesante carestia nelle terre inglesi. Oltre a questo, diverse banche ed istituti finanziari nella Città di Londra avevano finanziato diversi progetti come la costruzione di una lunga ferrovia negli Stati Uniti, progetti che la guerra avrebbe certamente bloccato.
La mancanza di cotone degli inglesi venne parzialmente coperta con le importazioni da India ed Egitto dal 1863. L'affare Trent portò alla firma del trattato Lyons-Seward del 1862, un accordo comune tra le due nazioni per impegnarsi insieme a combattere lo schiavismo atlantico.

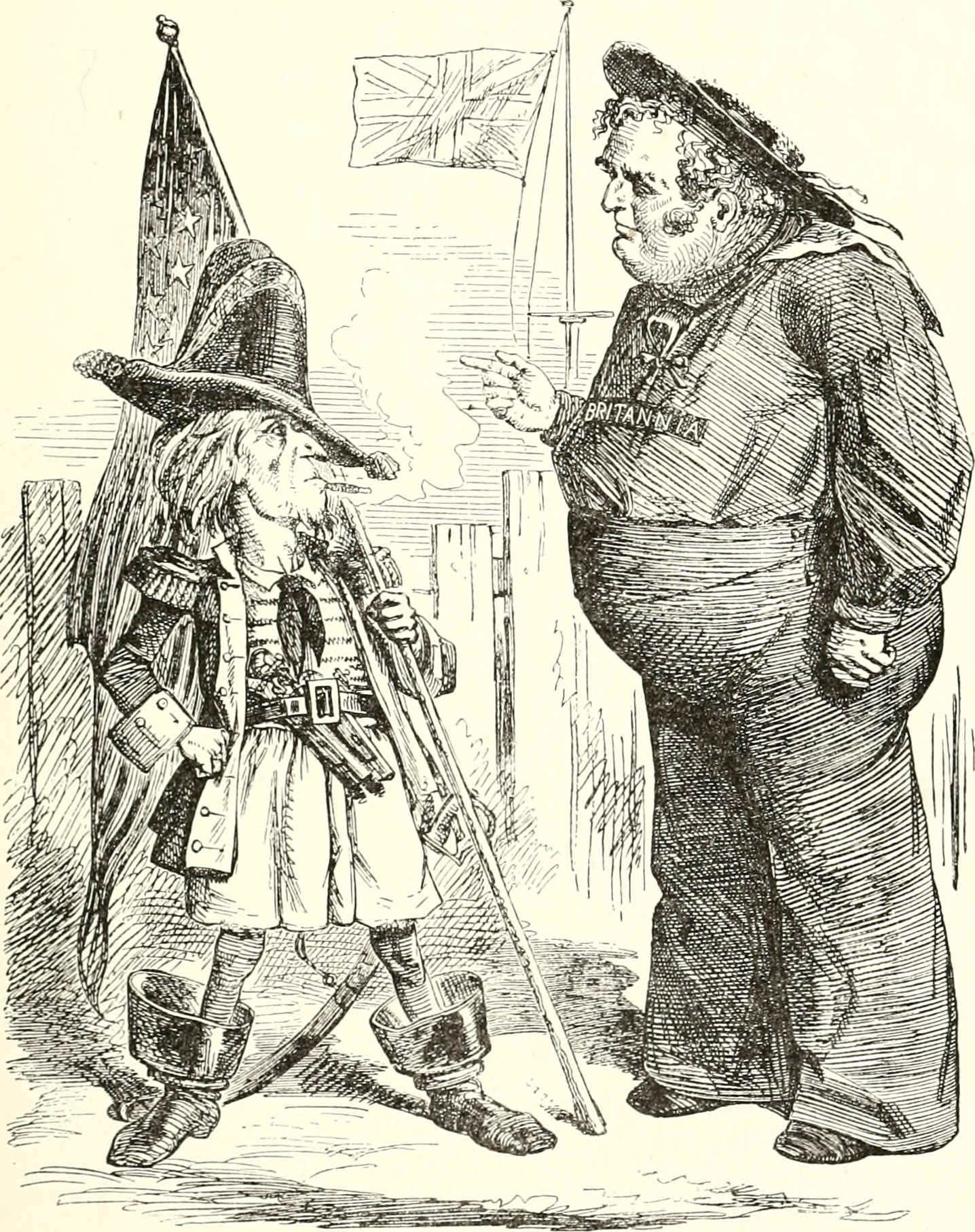
Il giornale londinese Punch ridicolizza l'aggressività americana nell'Incidente del Trent, 7 dicembre 1861.

Una seria disputa diplomatica tra gli Stati Uniti e la Gran Bretagna esplose in quello che divenne noto come "Incidente del Trent" sul finire del 1861. La marina statunitense catturò infatti due diplomatici confederati che si trovavano a bordo di una nave commerciale inglese e si rifiutò di rilasciarli dalla prigionia. L'opinione pubblica negli Stati Uniti celebrava l'umiliazione degli inglesi, ma Londra chiese delle spiegazioni. Lincoln alla fine cedette e liberò i diplomatici: James Murray Mason e John Slidell.
L'Incidente del Trent nel novembre del 1861 portò quasi sull'orlo di una pesante crisi diplomatica. Palmerston definì l'azione come "un dichiarato e grossolano insulto", richiese il rilascio dei due diplomatici ed ordinò l'invio di 3000 uomini in Canada. In una lettera alla regina Vittoria del 5 dicembre 1861, egli precisò che se le sue richieste al governo americano non fossero state esaudite, "la Gran Bretagna si trova in un tale stato di forma che potrebbe infliggere un severo colpo e una bella lezione agli Stati Uniti, che non dimenticherebbero presto." In un'altra lettera al suo segretario per gli esteri, predisse la guerra tra la Gran Bretagna e l'Unione:
Effettivamente, esiliati irlandesi controllavano la maggior parte dei mezzi di comunicazione del nord America ma gli Stati Uniti decisero alla fine di rilasciare i prigionieri anziché arrischiarsi in una guerra. Palmerston si convinse del fatto che la forte presenza di truppe in Canada avesse persuaso gli Stati Uniti a questo scopo.

### L'intervento umanitario del 1862
La questione di un possibile intervento inglese o francese venne messa all'agenda per l'anno 1862. Palmerston riceveva continue pressioni ad una soluzione per la crisi economica sviluppatasi nel Lancashire dove i laboratori di tessitura del cotone erano perlopiù chiusi e causavano crisi e malumori. Egli considerò seriamente di rompere il blocco commerciale imposto dall'Unione ai porti del sud per ottenere del cotone, ma la marina statunitense era all'epoca già abbastanza grande ed agguerrita da poter minacciare anche la flotta mercantile inglese e prendere facilmente il Canada. Una nuova questione si pose quando Lincoln annunciò il Proclama di emancipazione nel settembre di quello stesso anno. Molti in Inghilterra si aspettavano un'insurrezione su vasta scala negli Stati Uniti meridionali, con talmente tanti morti che sarebbe stato necessario un intervento di carattere umanitario per evitare ulteriori spargimenti di sangue. Il cancelliere dello scacchiere, William Gladstone, aprì il dibattito nel gabinetto di governo sul fatto se l'Inghilterra dovesse o meno intervenire nel conflitto. Gladstone era favorevole nei confronti della Confederazione e, quindi, alla schiavitù (per ragioni famigliari), ma preferì enfatizzare l'intervento per scopi umanitari, per evitare un massacro di massa.
Per contro, il segretario alla guerra sir George Cornewall Lewis si oppose a questo intervento ponendo sul tavolo i rischi di un possibile intervento di potenze straniere nel conflitto di natura interna. Lord Palmerston, oltre a queste problematiche, doveva badare alla questione di re Ottone di Grecia dove la Russia aveva minacciato di cogliere l'occasione della debolezza dell'Impero ottomano per penetrare nel Mediterraneo. Il gabinetto di governo decise quindi che la situazione americana per il momento sarebbe passata in secondo piano e pertanto si decise di non intervenire. Palmerston rifiutò anche la proposta di Napoleone III di Francia di unire le loro due forze per decidere le sorti della guerra in America.

### I violatori di blocco
Mentre la politica discuteva nelle stanze di governo, un gruppo di finanzieri britannici mise in piedi una piccola flotta di violatori di blocco, spendendo centinaia di milioni di sterline per trovare navi e marinai disposti a forzare il blocco marittimo e portare verso l'Inghilterra materiali di cui le loro aziende avevano disperato bisogno, primo tra tutti il cotone. Queste operazioni, ad ogni modo, oltre a non essere dirette dal governo in prima persona, furono sporadiche e non rappresentarono mai una minaccia alla stabilità della guerra.

### Il caso dellaCCS Alabama
L'azienda di costruzioni navali John Laird and Sons costruì due navi di guerra per i Confederati, in particolare la CSS Alabama, scatenando veementi proteste degli Stati Uniti. La controversia venne risolta dopo la guerra con le cosiddette Pretese della CSS Alabama, nelle quali l'Inghilterra venne costretta a pagare 15.500.000 dollari di danni causati dalle navi costruite dagli inglesi. I nordisti rimasero oltraggiati dalla tolleranza che gli inglesi riponevano nei Confederati, in particolare per la costruzione di due navi da guerra che, privatamente, erano state vendute da una ditta inglese alla Confederazione. Gli Stati Uniti chiesero grandi riparazioni ai danni causati dalle due navi inglesi, in particolare dall'CSS Alabama, denaro che Palmerston si rifiutò di pagare.
La disputa continuò per anni dopo la guerra. Dopo la morte di Palmerston, il primo ministro Gladstone si accordò per includere le pretese degli Stati Uniti con altre pretese avanzate dagli statunitensi in un unico blocco. Nel 1872, con la firma del Trattato di Washington dell'anno precedente, un arbitrato internazionale stabilì la cifra di 15.500.000 dollari di danni da versarsi agli Stati Uniti, ma l'Inghilterra dal canto suo ammise di non aver avuto colpe in quell'atto.

### Il possibile riconoscimento della Confederazione
La possibilità di riconoscere la Confederazione come nazione si presentò alla Gran Bretagna sul finire dell'estate del 1862. In quel tempo la guerra sembrava giunta ad un punto morto. Il tentativo statunitense di catturare la capitale confederata era fallito, come pure le campagne ad est e ad ovest, mentre i confederati si trovavano ancora sull'offensiva. Charles Francis Adams, Sr., avvisò Washington della seria intenzione del governo britannico di intervenire nella mediazione della guerra tra nord e sud in America, fatto che sarebbe stato un modo molto cortese ed inglese per intimare l'idea della politica inglese, cioè far terminare la guerra e riconoscere l'indipendenza del sud. Questo riconoscimento, come aveva sottolineato Adams, avrebbe messo a rischio l'intera guerra ed avrebbe senza dubbio comportato l'invasione americana del Canada, come pure un attacco senza precedenti agli interessi commerciali inglesi nelle proprie colonie, la fine delle spedizioni di grano americano in Inghilterra e la fine della vendita di macchinari e rifornimenti agli Stati Uniti da parte degli inglesi. La leadership inglese, dal canto suo, riteneva che se le armate dell'Unione fossero state sconfitte, gli Stati Uniti avrebbero certamente ammorbidito la loro posizione ed avrebbero accettato la mediazione inglese nel loro conflitto interno.
John Russell, I conte Russell, segretario di stato per l'estero, non aveva da principio dato adito a progetti, ma dopo che la notizia della seconda battaglia di Bull Run ebbe raggiunto Londra all'inizio di settembre di quell'anno, lord Palmerston disse che sul finire del mese avrebbe potuto tenersi una riunione del gabinetto di governo inglese per chiedere l'approvazione di una proposta di mediazione. Ad ogni modo, sia Russell che Palmerston decisero di attendere di essere sicuri che il generale Lee avesse invaso il nord. Se i nordisti fossero stati battuti, la proposta avrebbe avuto seguito; se Lee avesse fallito, si avrebbe temporeggiato.
La classe lavoratrice inglese, ed in particolare i lavoranti nell'industria del cotone che soffrivano la Lancashire Cotton Famine, continuarono comunque ad opporsi alla Confederazione. Uno degli esempi più eclatanti di questo clima fu la lettera scritta dai lavoranti di Manchester ed inviata al presidente americano Lincoln. La risposta del presidente americano divenne famosa:
Per colpa di alcuni cittadini disonesti, la popolazione lavoratrice d'Europa è stata soggetta a pesanti punizioni. Non posso quindi non lodare la vostra decisiva perseveranza sulla questione e il sublime eroismo cristiano che negli anni non è venuto mai meno. È invece la speranza ispiratrice che ci assicura di puntare al trionfo universale ed ultimo della giustizia, dell'umanità e della libertà.
Questo scambio di sentimenti lo voglio prendere come un augurio che, qualsiasi cosa succeda, qualsiasi sfortuna ci si trovi ad affrontare, la pace e l'amicizia che ora intercorrono tra le nostre due nazioni sia, come è mio desiderio fare, perpetua.»
(Abramo Lincoln)
Lincoln divenne un eroe tra la classe lavoratrice inglese. Il suo ritratto, spesso affiancato a quello di Garibaldi, era appeso nei luoghi di ritrovo comune.
Il fattore decisivo, alla fine del 1862 e dopo la battaglia di Antietam, fu proprio il fallimento di Lee e la sua fuga in Virginia e pertanto, a fronte di un chiaro fallimento dei Confederati, Palmerston e Russll rimasero in attesa degli eventi senza anticipare nulla.

### Il "proclama di emancipazione"
Sul finire della primavera e l'inizio dell'estate del 1862, Lincoln si era accorto di dover smuovere la base della guerra e che l'Unione, da sola, non era sufficiente a vincere il conflitto anche dopo i successi recentemente ottenuti; egli comprese che era necessario dare ampia voce al sentimento anti-schiavista del nord e ad estenderlo vigorosamente anche al di fuori dei confini degli Stati Uniti per ottenere supporti. L'amministrazione Lincoln credeva fermamente che la schiavitù fosse la deplorevole base su cui si basava l'economia confederata e di volerne quindi la più completa distruzione. Lincoln iniziò ad abbozzare un documento ma attese la sua pubblicazione sulla base degli eventi bellici. La battaglia di Antietam consegnò a Lincoln la vittoria e, il 22 settembre di quello stesso anno, egli concesse ai confederati 100 giorni di tempo per sottomettersi all'Unione o altrimenti tutte le aree conquistate sarebbero state considerate come liberate dallo schiavismo. William Ewart Gladstone, il Cancelliere dello Scacchiere e noto leader dei liberali inglesi, in gioventù aveva supportato lo schiavismo in quanto la sua famiglia si era arricchita notevolmente col possesso degli schiavi nelle Indie occidentali. Ad ogni modo, l'idea dello schiavismo gli era divenuta avversa negli anni e la sua idea era quella di civilizzare tutte le nazioni. Egli quindi parlò apertamente dell'indipendenza della Confederazione. Quando venne annunciata la Proclamazione di Emancipazione, tentò di controbattere che l'indipendenza dei confederati sarebbe stata miglior cosa per liberare gli schiavi piuttosto che l'invasione delle armate del nord. Egli fece pubblicamente presente il rischio di una guerra di razza che avrebbe ovviamente giustificato l'intervento britannico. L'emancipazione allarmò anche il segretario per gli estri inglese lord John Russell, il quale si aspettava una sanguinosa rivolta schiavista al sud. La questione era quindi l'intervento inglese su base umanitaria. Ad ogni modo, non vi furono rivolte né guerre di razza e gli eventi invocarono l'attesa degli inglesi.

## Gli aspetti economici

### Lo schiavismo
Gli stati confederati si erano divisi dagli Stati Uniti dopo l'abolizione della schiavitù in quanto la loro economia era basata quasi esclusivamente sullo schiavismo. L'economia di piantagione presente al sud sfruttava abbondantemente il lavoro degli schiavi, fatto che appariva come ripugnante agli occhi di gran parte del pubblico inglese che aveva abolito la schiavitù in tutto il proprio impero dal 1833. Sino all'autunno del 1862, il tema dello schiavismo ad ogni modo non era divenuto un tema caldo della guerra; infatti, alcuni stati dell'Unione (Kentucky, Maryland, Missouri, Delaware, e quella che poi diverrà la West Virginia) permettevano ancora la schiavitù. Nel 1861, il Missouri aveva estradato uno schiavo fuggito dal Canada perché accusato di omicidio.
Il Proclama di emancipazione voluto fortemente da Lincoln, annunciato nel settembre del 1862, pose fine definitivamente alla schiavitù ed anzi veicolò ogni possibile intervento europeo allo schieramento del sud come contrario alla propria politica oltre che al buon senso. Ad ogni modo, alcuni rappresentanti dell'élite britannica si attendevano una guerra di razza su vasta scala che avrebbe portato ad un necessario intervento estero. In Inghilterra si iniziò dunque a parlare di mediazione, fatto che essi intendevano perlopiù come l'indipendenza degli Stati Confederati e la continuazione della schiavitù a sud.

### Il ruolo del commercio del cotone
La rivoluzione industriale inglese si era basata sul campo della tessitura, la quale perlopiù risiedeva sul cotone importato dall'America del sud. La guerra aveva privato questi rifornimenti. Dal 1862, effettivamente, terminarono anche per l'Inghilterra le scorte di materiale e le importazioni da Egitto e India non riuscivano a coprire gli ammanchi, né in quantità né in qualità. Le difficoltà colpirono in primis i lavoratori e poi anche i proprietari delle industrie. Sembrava che quindi l'unico modo per uscire da questo stallo forse quello di intelaiare una discussione con la Confederazione per risolvere il problema del blocco del cotone proveniente da quelle aree.
Gli storici continuano ancora oggi ad essere divisi sulla questione dell'opinione pubblica inglese. Secondo una certa scuola di pensiero l'aristocrazia favoriva la Confederazione, mentre l'Unione anti-schiavista venne supportata dai liberali e dai radicali della classe lavoratrice inglese. Secondo un'altra scuola di pensiero, invece, molti lavoratori inglesi (e forse la maggioranza) erano simpatizzanti per la causa confederata. Infine, una terza scuola ha enfatizzato la complessità del momento col fatto che molti inglesi semplicemente non espressero le loro opinioni in materia. Studi locali hanno dimostrato come alcune città e borghi avessero preso una posizione, mentre aree vicine quella opposta. Lo studio più dettagliato è certamente quello di Richard J. M. Blackett, da cui comunque emerge solo l'enorme variegatura nel Regno Unito, con un sommario supporto dei conservatori alla Confederazione sudista, come pure l'alta chiesa anglicana per ragioni sociali e politiche.

## Le conseguenze della vittoria dell'"Unione
La vittoria dell'Unione rafforzò quei partiti che in Gran Bretagna chiedevano più democrazia nel sistema politico nazionale. Il Reform Act 1867 che ne risultò segnò il risveglio della classe lavoratrice in Inghilterra e Galles ed indebolì l'alta classe, che si identificava nei diritti dei proprietari di piantagioni del sud dell'America. Influenti furono i commenti di Walter Bagehot, Thomas Carlyle, John Stuart Mill e Anthony Trollope.